# Laszki (gemeente)
De gemeente Laszki is een landgemeente in het Poolse woiwodschap Subkarpaten, in powiat Jarosławski.
De zetel van de gemeente is in Laszki.
Op 30 juni 2004 telde de gemeente 7012 inwoners.

## Oppervlakte gegevens
In 2002 bedroeg de totale oppervlakte van gemeente Laszki 137,85 km², waarvan:
- agrarisch gebied: 72%
- bossen: 17%

De gemeente beslaat 13,39% van de totale oppervlakte van de powiat.

## Demografie
Stand op 30 juni 2004:
| Omschrijving                   | Totaal | Totaal | Vrouwen | Vrouwen | Mannen | Mannen |
| ------------------------------ | ------ | ------ | ------- | ------- | ------ | ------ |
| eenheid                        | aantal | %      | aantal  | %       | aantal | %      |
| inwoners                       | 7012   | 100    | 3506    | 50      | 3506   | 50     |
| bevolkingsdichtheid (inw./km²) | 50,9   | 50,9   | 25,4    | 25,4    | 25,4   | 25,4   |

In 2002 bedroeg het gemiddelde inkomen per inwoner 1451,62 zł.

## Administratieve plaatsen (sołectwo)
Bobrówka, Charytany, Czerniawka, Korzenica, Laszki, Miękisz Nowy, Miękisz Stary, Tuchla, Wietlin, Wietlin Pierwszy, Wietlin Trzeci, Wietlin-Osada, Wysocko.
Zonder de status sołectwo : Bukowina, Tuchla-Osada.

## Aangrenzende gemeenten
Jarosław, Oleszyce, Radymno, Wiązownica, Wielkie Oczy

## Partnergemeentes
- Bierre, Duitsland
- Peissen, Duitsland
- Onuškis, Litouwen
- Szkło, Oekraïne
- Budkovce, Slowakije